# 떡
떡은 주로 멥쌀이나 찹쌀, 또는 다른 곡식을 쪄서 찧거나 가루 내어 쪄서 빚어 만든 음식을 통칭하는 말이다. 일반적으로는 쌀을 주재료로 사용하지만 감자 녹말이나 기타 곡물을 이용하기도 하고, 맛과 모양을 더하기 위해서 다양한 종류의 부재료들이 추가되기도 한다. 곡식가루를 시루에 안쳐 찌거나, 쪄서 치거나, 물에 삶거나, 혹은 기름에 지져서 굽거나, 빚어서 찌는 등 다양한 방법으로 조리된다.
동남아시아와 동북아시아를 중심으로 쌀을 주식으로 먹는 지역에서 발달하였다. 한국에서는 명절이나 관혼상제 같은 잔치나 축제 행사에서 떡을 많이 짓고 나누어 먹는다.

## 역사

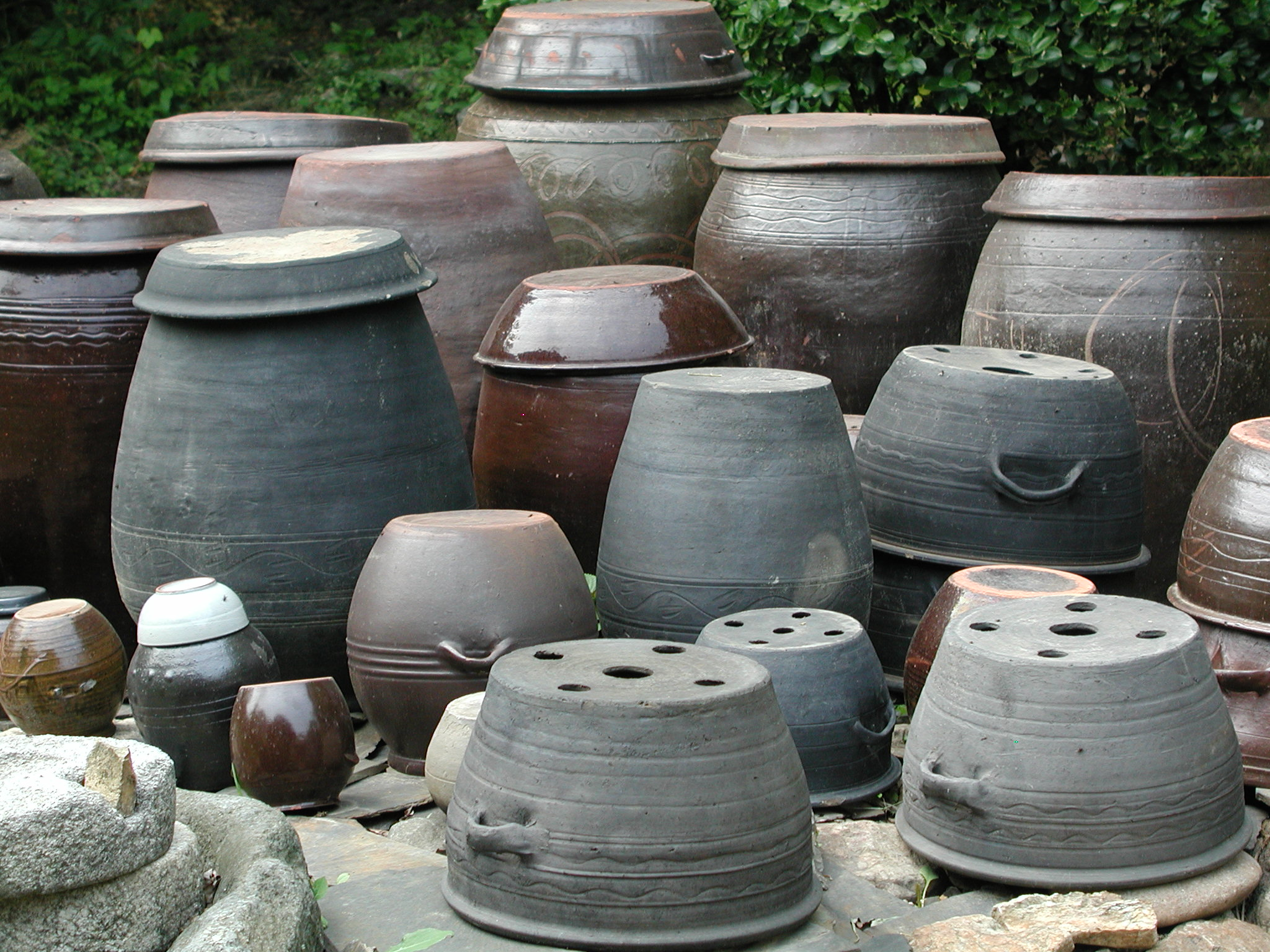
장독대에 놓인 떡 시루

언제부터 떡을 만들어 먹었는지는 확실하지 않으나, 청동기·철기 시대 유적에서 시루가 발견된 점, 황해도 안악 3호분 벽화의 부엌에 시루가 그려진 점을 미루어 고대에도 떡을 만들어 먹었다고 추정된다. 원삼국 시대에 사용된 토기 시루도 발견되었다.
『삼국사기』에서 떡을 뜻하는 글자인 ‘병(餠)’이 구체적으로 확인되고, 『고려사』를 비롯하여 이규보의 『동국이상국집』, 이색의 『목은집』등 각종 문헌에서 떡을 만들어 먹은 내용이 구체적으로 확인된다. 조선 시대에는 농업 기술이 발달하고, 조리가공법이 발전하면서 떡 재료와 빚는 방법이 다양화되어 각종 의례에 떡의 사용이 보편화되었다. 특히, 궁중과 반가(班家)를 중심으로 떡의 종류와 맛이 한층 다양해지고 화려해졌다. 『산가요록』, 『증보산림경제』, 『규합총서』, 『음식디미방』등에서 다양한 떡의 이름과 만드는 방법을 찾아볼 수 있고, 각종 고문헌에 기록된 떡이 200종이 넘을 정도로 다양하다.
근대에 떡은 한 해 마을의 안녕을 비는 마을신앙 의례, 상달고사 등 가정신앙 의례, 별신굿 및 지노귀굿 등 각종 굿 의례에 사용되는 대표적인 제물(祭物)이었다. 그러나 19세기 말 서양식 식문화 도입으로 인해 한국인의 식생활에 변화가 생겼고, 떡 만들기 문화도 일부 축소되었다. 또한 떡 방앗간의 증가로 떡 만들기가 분업화되고 떡의 생산과 소비 주체가 분리되었다. 그러나 현재까지도 다양한 떡이 지역별로 전승되고 있으며, 의례, 세시음식으로 만들고 이웃과 나누는 문화가 그 명맥을 잇고 있다.
최근에는 적은 양을 섭취해도 포만감이 빠르며, 먹기가 간편해서 아침식사 대용으로 사용되기도 하며 떡 케이크와 같은 퓨전떡이 출현하고 있다. 그리고 예쁜 떡을 소포장 단위로 판매하고 현대적인 인테리어와 접목시킨 떡카페가 생겨나고 있다.

## 문화

### 의례

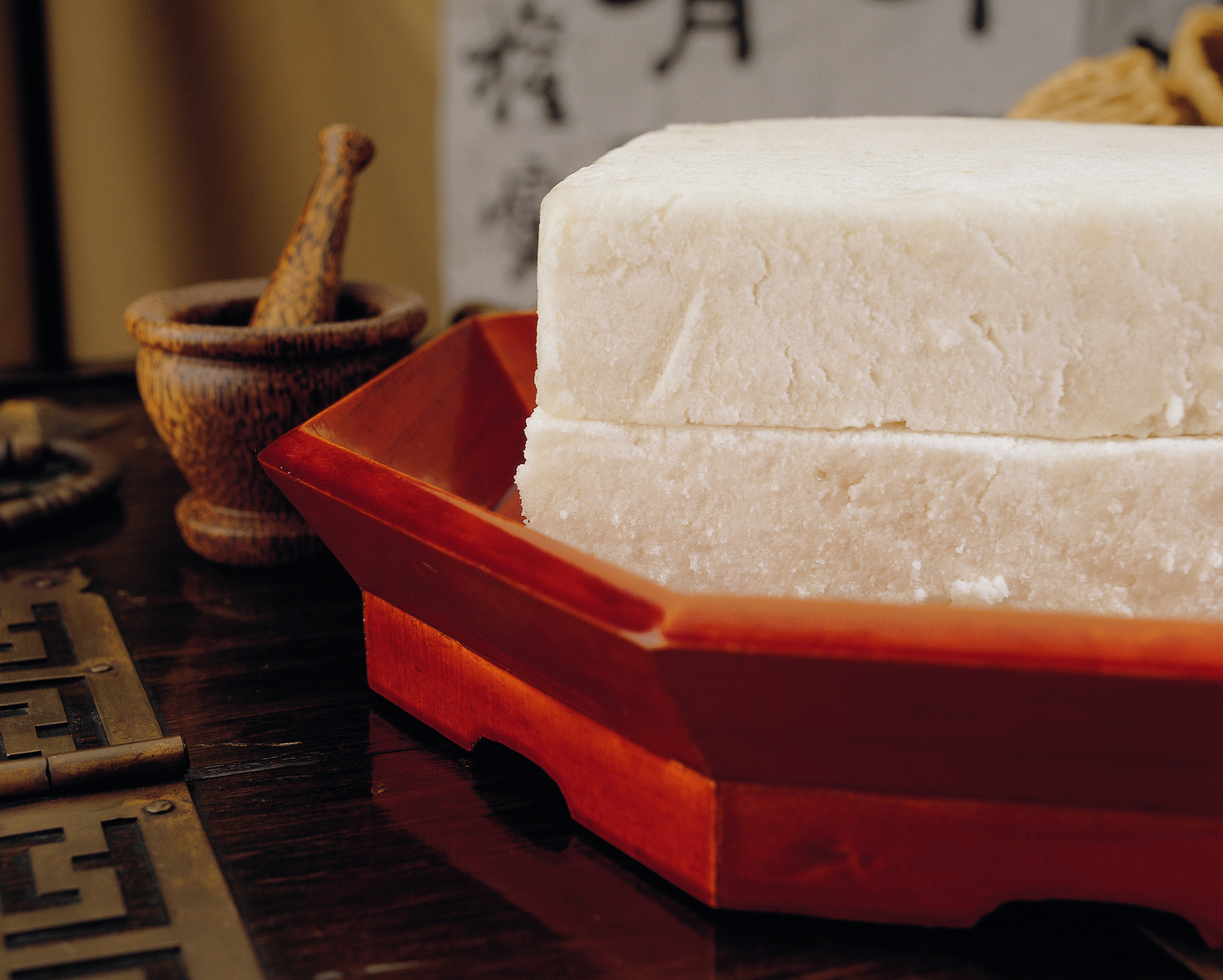
백일상에 올리는 백설기

한국 의례음식의 대표적인 떡은 각종 의례에서 다양한 상징적인 의미를 담고 있다. 일례로, 백일상에 올리는 백설기는 예로부터 깨끗하고 신성한 음식이라 여겨 아이가 밝고 순진무구하게 자라길 바라는 염원을 담았고, 팥수수경단은 귀신이 붉은색을 꺼린다는 속설에 따라 아이의 생에 있을 액(厄)을 미리 막기 위하여 올렸다. 백일잔치 이후에는 떡을 백 집에 나누어 먹어야 아이가 무병장수하고 복을 받는다는 속설에 따라 되도록 많은 이웃과 떡을 나누어 먹었다.
전통 혼례 시 폐백을 보낼 때 신랑이 신부 집에 함을 가지고 오면 그 함을 ‘봉치시루’에 올리는데, 이 때 봉치시루 안에 붉은 팥시루떡이 담겨 있었다. 이 떡을 ‘봉치떡(봉채떡)’이라고 부르며, 봉치떡은 양가의 화합과 혼인을 축복하는 의미가 담겨 있다. 시집간 딸이 1~2년 지나 친정을 다녀갈 때나 시가로 다시 돌아갈 때 양쪽 집에서는 절편이나 인절미를 만들어 함께 보냈는데 이것을 '이바지 떡'이라고 불렀다. 이외에도 회갑상과 제례에 높이 괴여 올리는 ‘고임떡’은 각각 부모님 생신을 축하하고 만수무강을 축원하고, 돌아가신 조상의 은덕을 기리고 그 예를 다하는 의미가 담겨 있다.
굿을 할 때에 증편, 계면떡, 백설기, 거피팥떡, 화전, 주약, 싱검초편, 시루편, 군뱅이떡 등의 떡이 각각의 신령을 대표하여 상에 오른다. 증편과 백설기는 가장 높은 신령에게 바친다. 특히 증편은 신령에게 사람의 일을 보고하는 역할을 한다고 여긴다.

### 절기

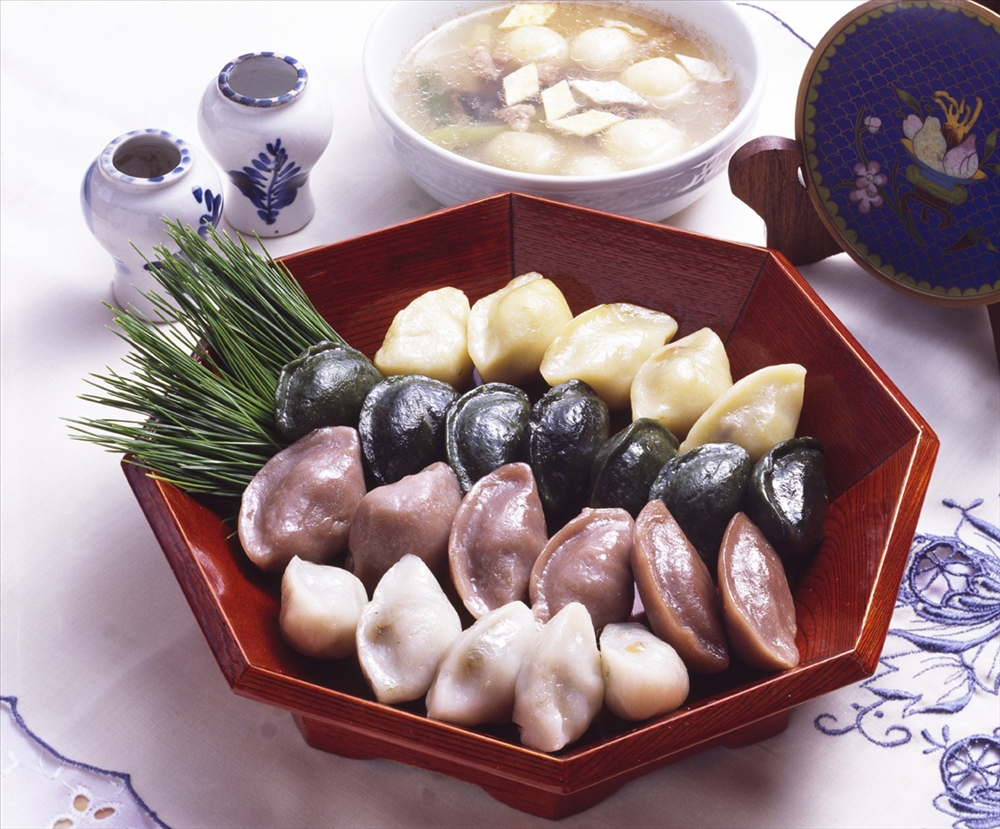
추석에 빚어 먹는 송편

1월 정초는 새로운 1년이 시작되는 때로 이 때 떡국을 먹으면 한 살 더 먹는다고 여겼고, 장수를 기원하며 가래떡을 먹었다. 초삼일에는 싱검초편, 삼색주악, 각색단자를 먹었다. 또한 정월 대보름에는 약식을 먹었다. 음력 2월 중화절은 노동이 시작하는 때로 노비들에게 나누어 주는 떡인 솔떡을 먹었다. 3월 삼짇날에는 부녀자들이 진달래로 화전을 지지며 화전놀이를 하였다. 8월 한가위에는 햇곡식으로 송편을 빚었는데, 조상께 감사하는 의미로 조상의 차례상과 묘소에 올렸다. 특히 송편은 지역별로 다양하게 발달하여 감자송편, 무송편, 모시잎송편 등이 있으며 예부터 처녀들이 송편을 예쁘게 빚으면 좋은 신랑을 만나고 임산부가 송편을 예쁘게 빚으면 예쁜 딸을 낳는다고 하여 송편 빚기에 정성을 다하였다. 이외에도 추석에 호박을 넣은 시루떡과 인절미, 밤단자, 토란단자를 만들어 먹었다. 10월에는 선산에 올라 햇곡식으로 고사떡을 만들어 제사를 지냈다.
또한, 우리나라의 떡은 지역별 지리적 특성을 반영한 산물들이 그 재료로 활용되고 있다. 강원도는 감자와 옥수수의 생산이 많아 ‘감자시루떡’·‘찰옥수수시루떡’ 등이 전승되고 있고, 사면이 바다로 둘러싸인 섬인 제주도는 예로부터 쌀이 귀하고 잡곡이 많이 생산되어 떡 재료로 팥·메밀·조 등이 재료로 활용되어 ‘오메기떡’·‘빙떡’·‘차좁쌀떡’ 등이 전승되고 있다.

### 떡값
한국 사회에서는 '떡값'이라며 명절에 떡을 해서 먹으라고 돈을 주고 받는 풍습이 있었는데, 설이나 추석 같은 명절 때가 되면 아무리 돈이 없더라도 짃장에서 직원들에게 특별수당을 지급하곤 했는데, 떡을 맞추어 차롓상에 올렸기 때문이다. 제3공화국 당시에는 보너스라는 것이 없었지만 명절에는 '효도비'라는 명목으로 소액의 돈을 모든 직원에게 지급하곤 했는데 이것 또한 떡값이라고도 불렀다. 또한 혼례나 이사 같은 좋은 일에도 떡이 꼭 필요했는데 같은 부서 사람들이 조금씩 돈을 모아 부조하면서 떡값으로 쓰라고 말하기도 하였다. 그러나, 좋은 의미가 퇴색되어 이해관계자에게 향후에 호의적 일처리를 간접적으로 부탁하는 뇌물, 또는 공사 입찰 따위에서, 담합하여 낙찰을 받은  업자가 이에 관련된 다른 업자들에게 나누어 주는 담합 이익금. 자신의 이익하고 관련된 사람에게 잘 보이기 위하여 바치는 돈을 비유적으로 이르는 말로 사용되곤 한다.

### 떡고물
떡의 켜 사이에 깔거나 떡의 겉에 묻히는 고물을 말하며, 또는 어떤 일을 부정하게 보아주고 얻는 금품을 비유적으로 이르기도 하고 부수적으로 생기는 이익을 의미하기도 한다. 1979년 10·26 사건으로 신군부가 등장한 뒤, 전직 중정부장이었던 이후락이 해외로 도피했다가 12·12 사태 후 '권력형 부정축재자'로 공격당하자 다음해 3월 14일에 귀국직후 가진 인터뷰에서 "떡을 만지다 보면 떡고물이 묻는 것 아니냐"는 발언을 한 적이 있다. 이 발언으로 인해 한동안 '떡고물론'이 장안에 화제거리가 되었었다.

## 종류
재료와 만드는 방법에 따라 아주 많은 종류의 떡이 있다. 크게 만드는 방법으로 나누면 네 가지 종류가 된다.
- 찐 떡
- 친 떡
- 지진 떡
- 삶은 떡

멥쌀로 긴 원통형으로 뽑아 만든 가래떡, 쌀가루를 시루에 쪄서 만든 시루떡, 색깔이 없는 백설기,찹쌀로 만든 찹쌀떡, 감가루를 넣은 감떡, 무지개 색으로 다채로운 색의 층으로 만든 무지개떡, 반달 모양으로 속에 소를 넣어 만든 송편, 찹쌀떡에 고물을 묻혀 만든 인절미, 쑥을 넣은 쑥떡, 밀, 보리 등의 잡곡의 겨, 찌끼를 버무려서 만든 개떡 찹쌀과 멥쌀을 각각 빻아 고른가루를 만들어 황설탕을 넣어만든 꿀떡, 멥쌀가루에 막걸리를 넣어 부풀려 찐 증편(술떡) 등이 있다. 가래떡은 설날 때 떡국에 넣어 먹고 송편은 추석 때 많이 빚어 먹는다.

### 시루떡

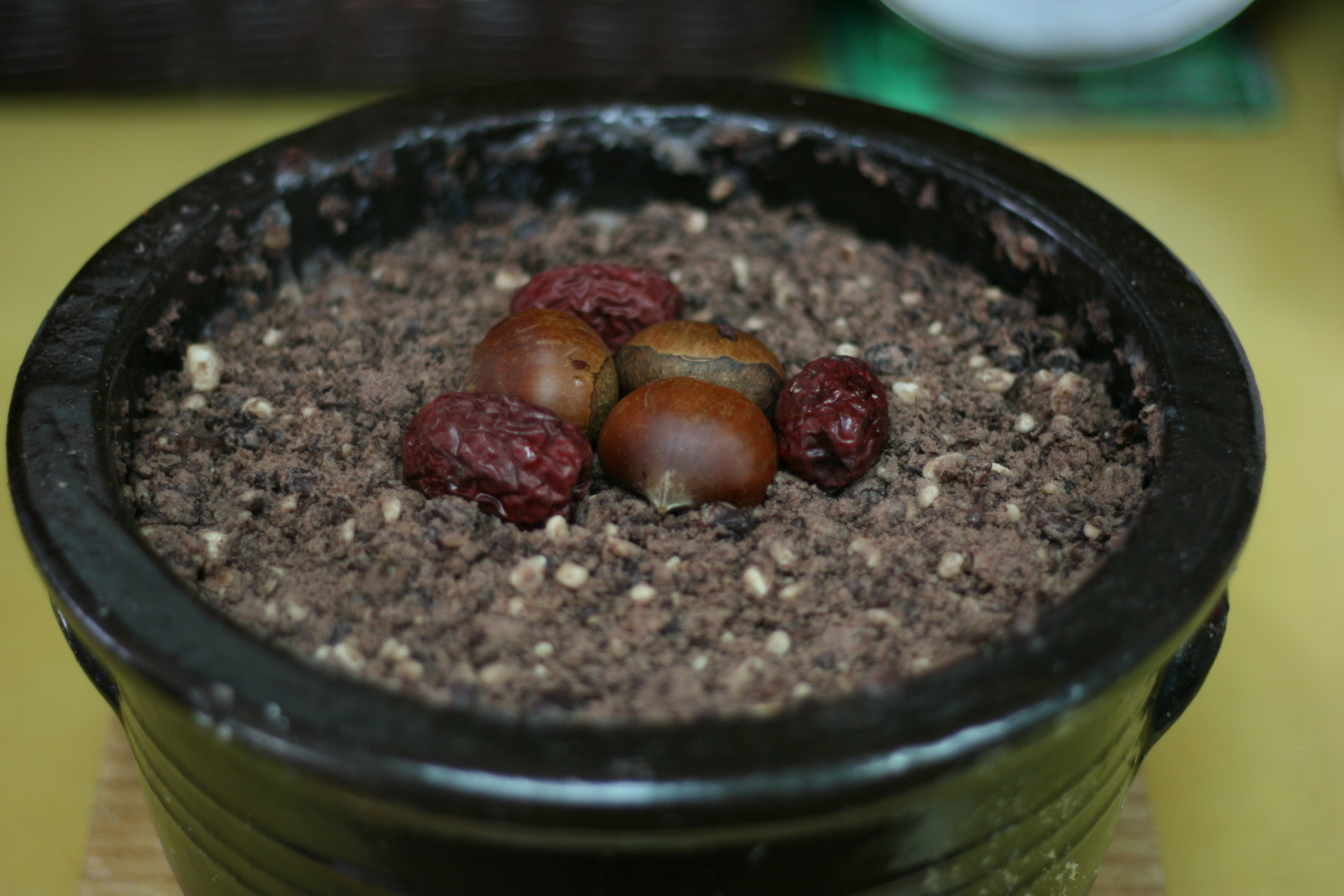
작은 시루떡

떡가루에 콩이나 팥 따위를 섞어 시루에 켜를 안쳐 찐 떡이다. 잡귀잡신을 물리치는 고사에 많이 쓰인다. 쌀을 곱게 가루를 내어 물에 반죽하여 체로 곱게 치고, 시루에 쌀가루와 팥고물을 켜켜로 놓아 안친 후, 시루 밑바닥과 맞물리는 시루 아랫 고리에 물을 붓고 김이 세지 않도록 밀가루로 시루번을 붙인다. 김이 오를 때까지 쪄 낸다. 고사상에 올려 놓을 때는 시루째 가장 중앙에 올려 놓는다.

### 절편
친 떡으로 떡살에 갖은 문양을 새긴 절편을 만들기도 하는데, 떡살은 나무나 사기로 만들어 꽃 문양, 줄무늬, 길상 문양을 새기는 데 사용한다. 한국의 전통적인 무늬들이 나타난다. 단오에 만드는 찰수리치절편은 수레바퀴 모양의 떡살을 찍어 장수를 기원하였다. 섣달 그믐날 마당에서 떡을 치는 소리와 냄새는 새해를 알리는 모습이다.

### 화전(花煎)

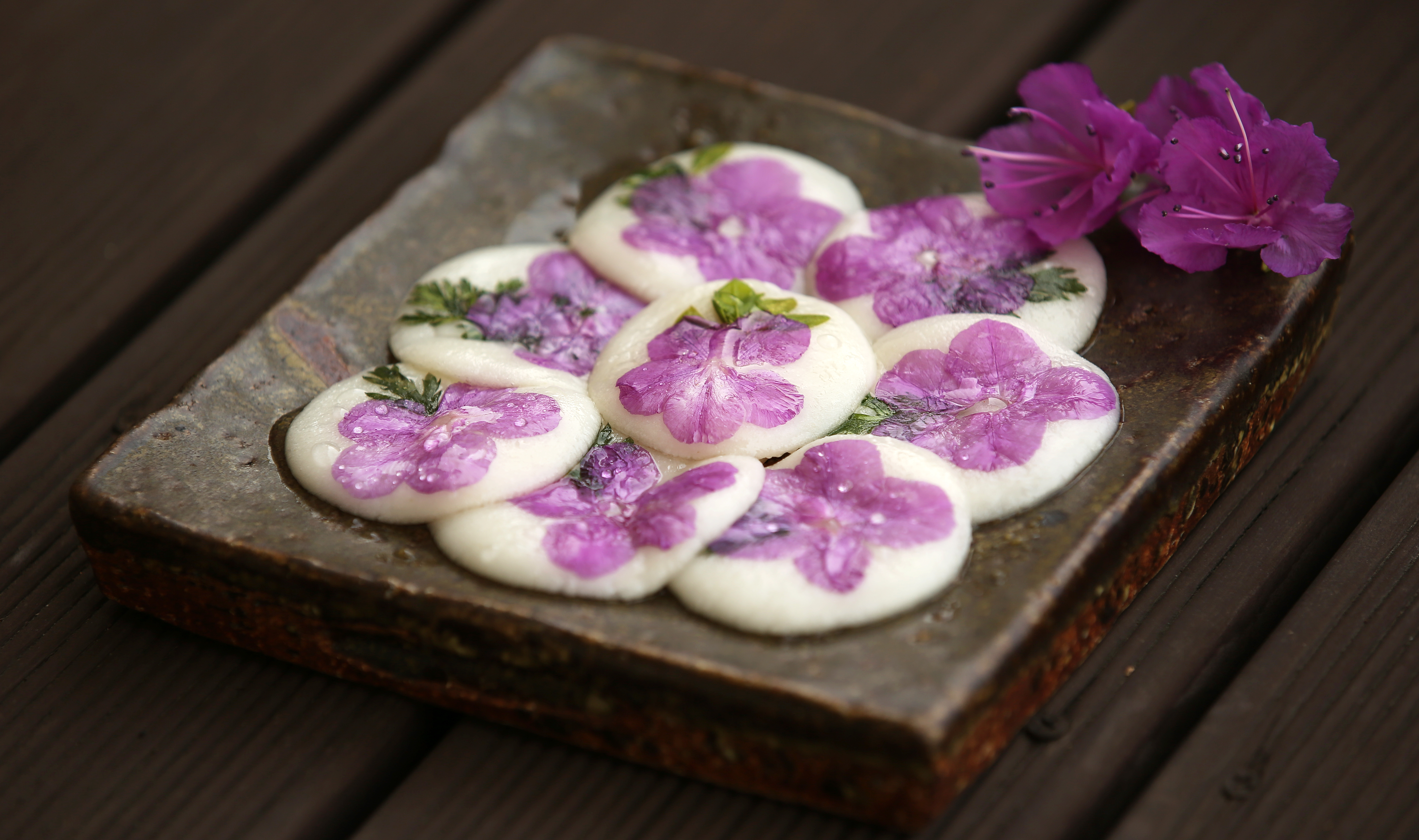
진달래 화전

꽃전(-煎)이라고도 한다. '찹쌀가루를 반죽하여 꽃 모양으로 지진 부꾸미' 혹은 '부꾸미에 대추와 진달래·국화 따위의 꽃잎을 붙인 떡'을 말한다. 진달래꽃, 배꽃, 국화꽃 등을 전병에 올려 놓고 기름에 지진다. 3월 삼짇날에 들판에서 화전을 만들어 먹는 화전놀이가 많았는데, 옛날에 집안에만 갇혀 지내던 여자들이 봄 나들이를 할 수 있던 기회였다. 번철과 찹쌀만 있으면 간단히 만들어 먹을 수 있다.

### 경단(瓊團)
찰수수나 찹쌀가루 따위로 반죽을 한 후 밤톨만 한 크기로 동글게 빚어 삶아 고물을 묻히거나 꿀 등을 바른 떡이다. 또는 그런 모양의 것을 말한다.
반죽에 쑥을 넣기도 하고 고물로 꿀과 콩가루를 사용하기도 한다. 또 고물로 계핏가루, 깨, 잣, 팥, 석이채, 대추채, 밤채 등을 사용하기도 한다. 돌이나 혼인과 같은 잔치 때 많이 먹고, 시간이 지나도 굳지 않아 부드럽다. 이바지 음식으로 사용되기도 하는데, 다양한 고물로 예쁘게 색을 내기 쉽기 때문이다. 돌상에는 찰수수 경단에 팥고물을 묻힌 수수경단을 올려놓고 악귀를 물리치는 의미로 사용하기도 하였다.

## 유사한 음식
떡과 유사한 음식은 쌀, 그 중에서도 찰기가 많은 쌀을 선호해서 주식으로 하는 한국, 중국, 일본 등지에 공히 일반적이다.
중국어에는 예로부터 밀가루나 쌀가루 등 다양한 곡식 가루를 이용해서 만든 음식을 폭넓게 지칭하는 말이 있는데 빙(饼)과 가오(糕)가 바로 그것이다. 빙은 주로 납작하게 굽거나 지진 떡 종류를 가리키고 가오는 찧거나 찐 떡 종류를 가리킨다. 그중에서 한국의 떡과 제일 유사한 음식은 니엔가오(粘糕; 年糕)를 들 수 있는데 이 음식은 찹쌀을 주재료로 하고 중국 설날에 즐겨 먹는다. 그 밖에도 달 모양으로 둥글고 납작하게 만드는 월병은 중국 추석 때 즐겨 먹는다. 단오에는 `중쯔`라는 찹쌀에 대추, 밤, 고기 등을 넣어 댓잎이나 갈잎에 싸서 쪄낸 떡을 먹는다.
일본에는 한국의 떡과 유사한 음식으로 모찌가 있는데 이것은 주로 찹쌀을 이용해서 만든다. 일본에도 다양한 종류의 모찌가 있다. 둥글게 경단처럼 만든 모찌를 당고라고 부른다. 일본 사람들은 한국의 떡국처럼 1월 1일 신년 첫 날 모찌를 넣어서 만든 조니(雑煮; ぞうに)라는 일본 전통 떡국을 먹는다. 일본에서 떡은 헤이안 시대에서 먹기 시작했는데, 떡이 복을 담고 있다고 여겨 제사 음식으로 사용한다.

## 갤러리

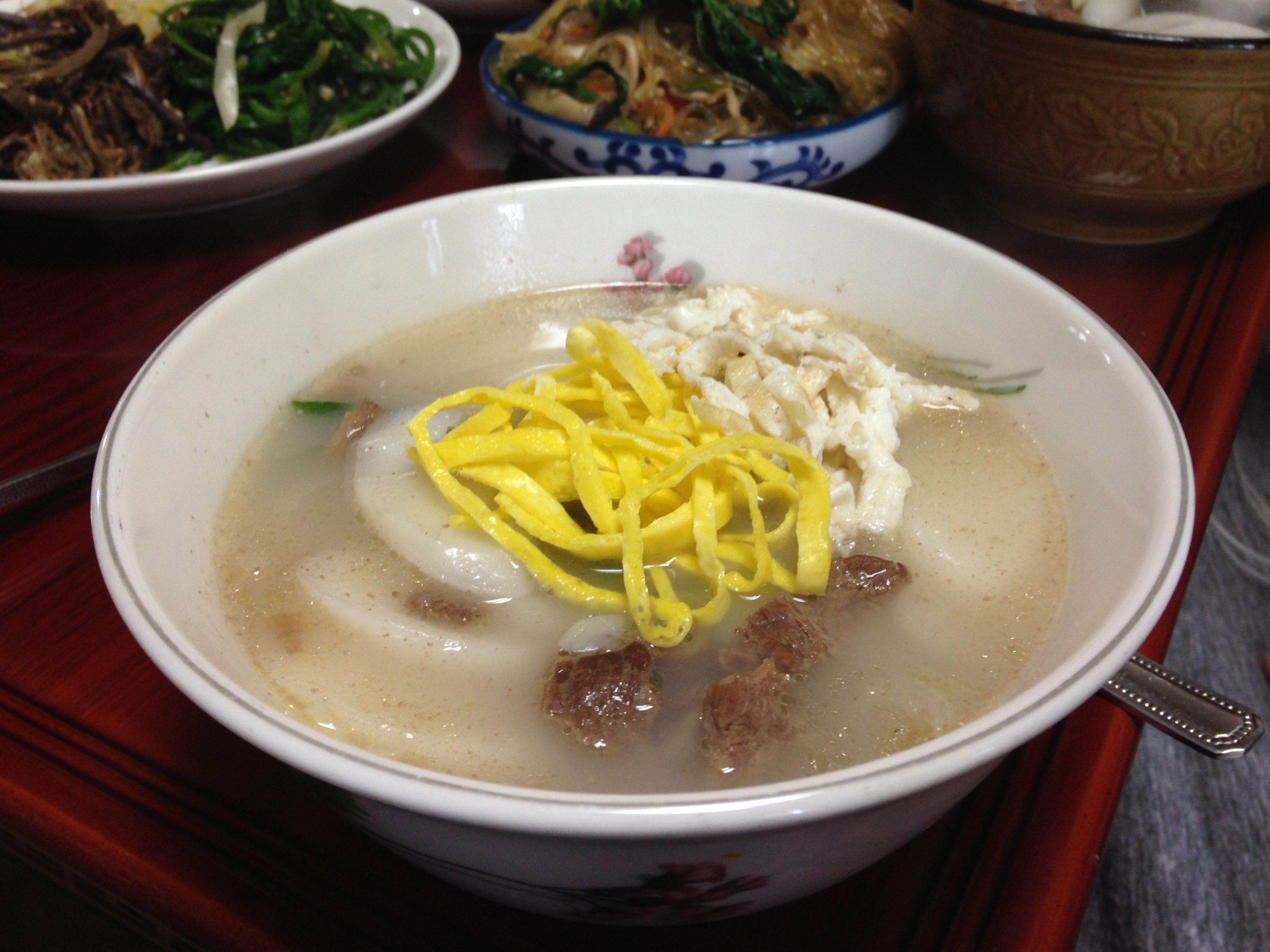
떡국
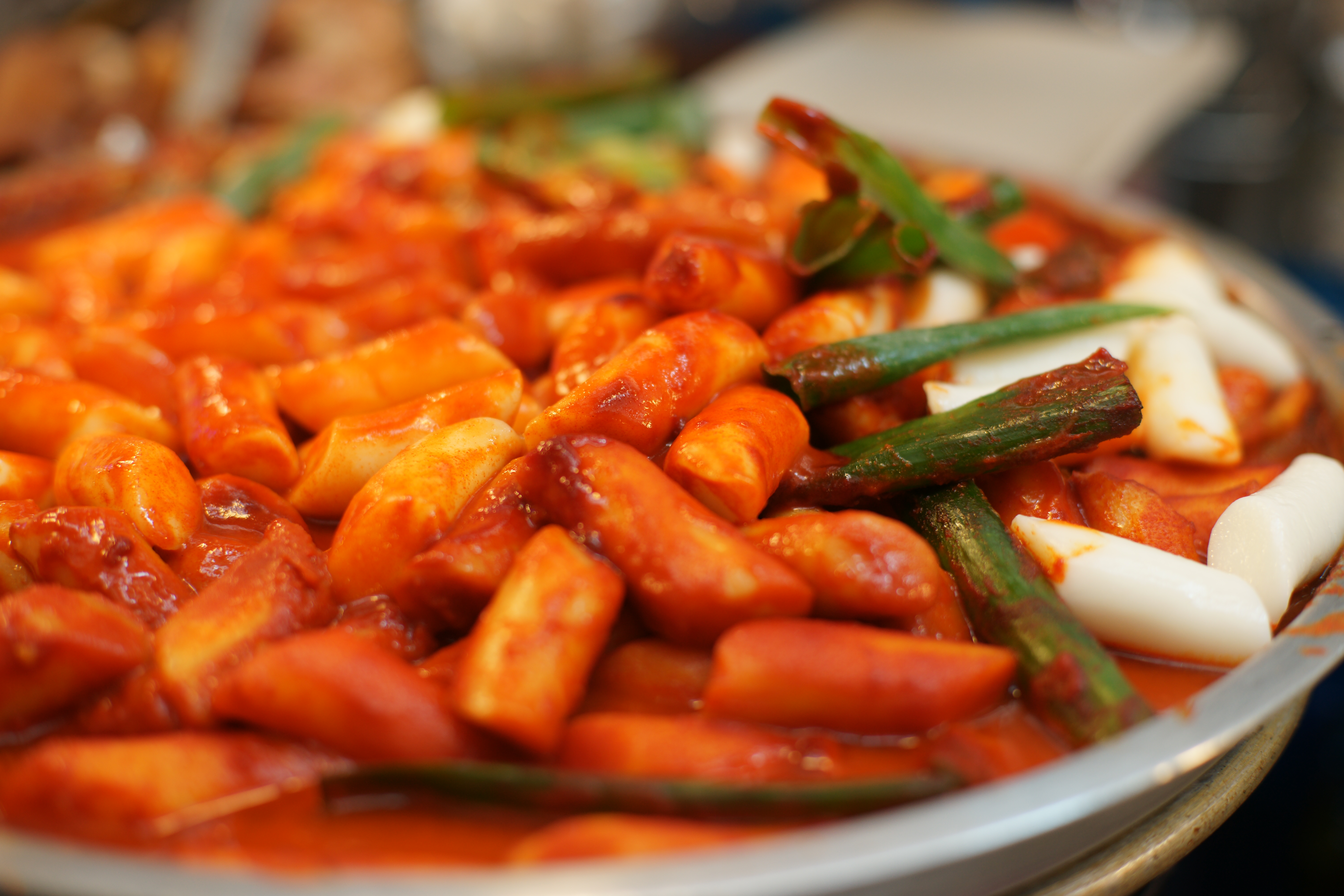
떡볶이
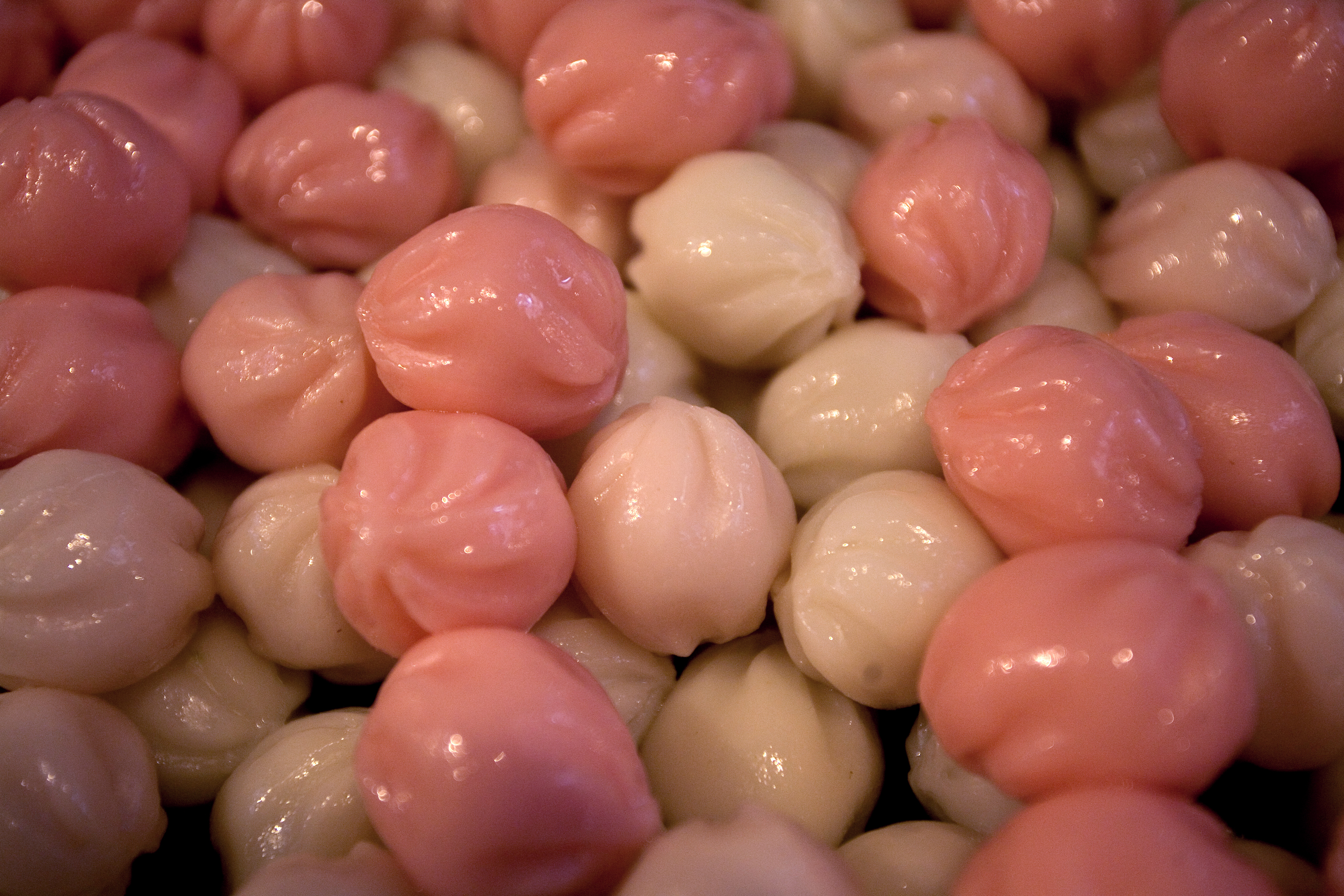
꿀떡
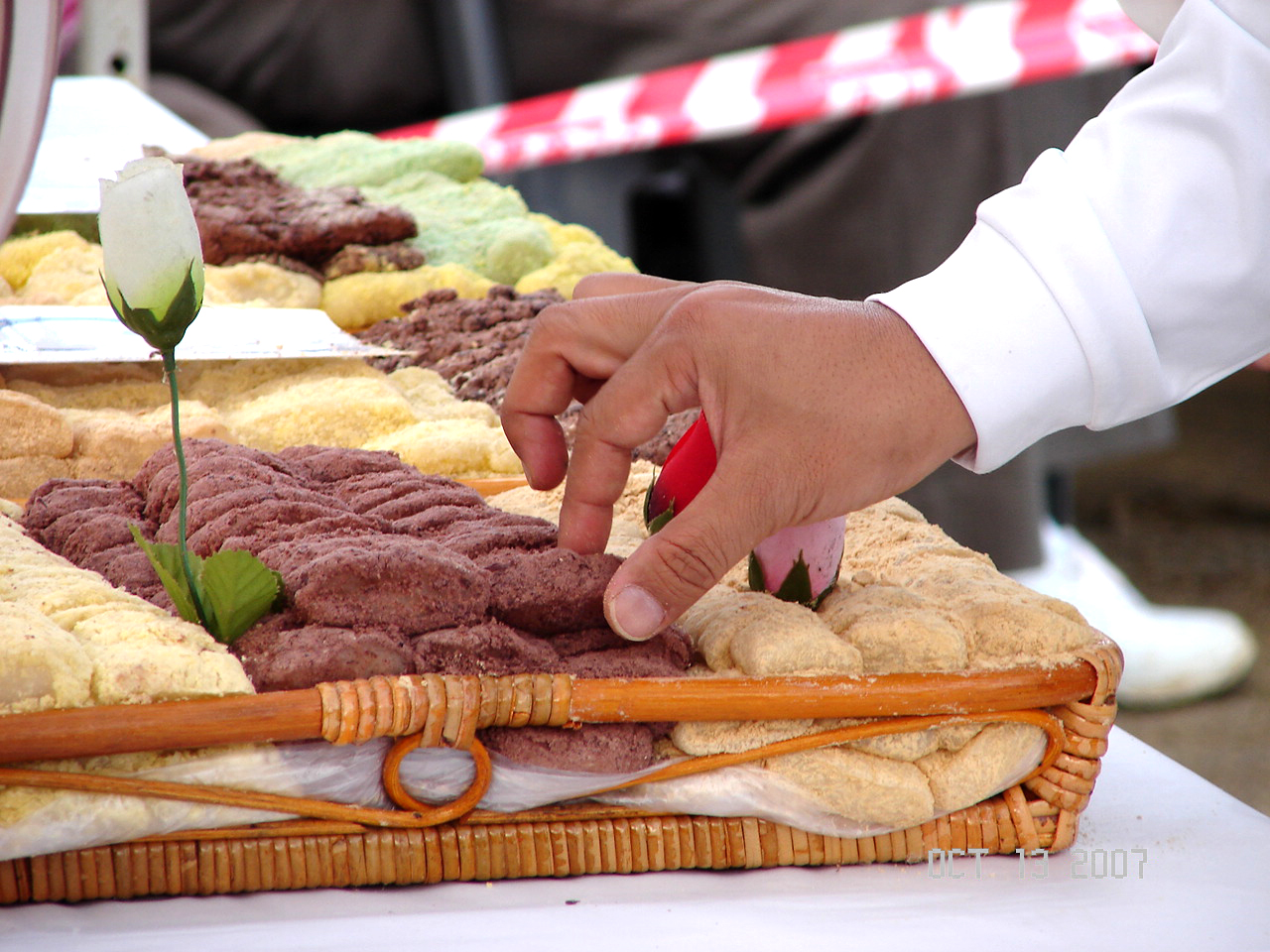
인절미
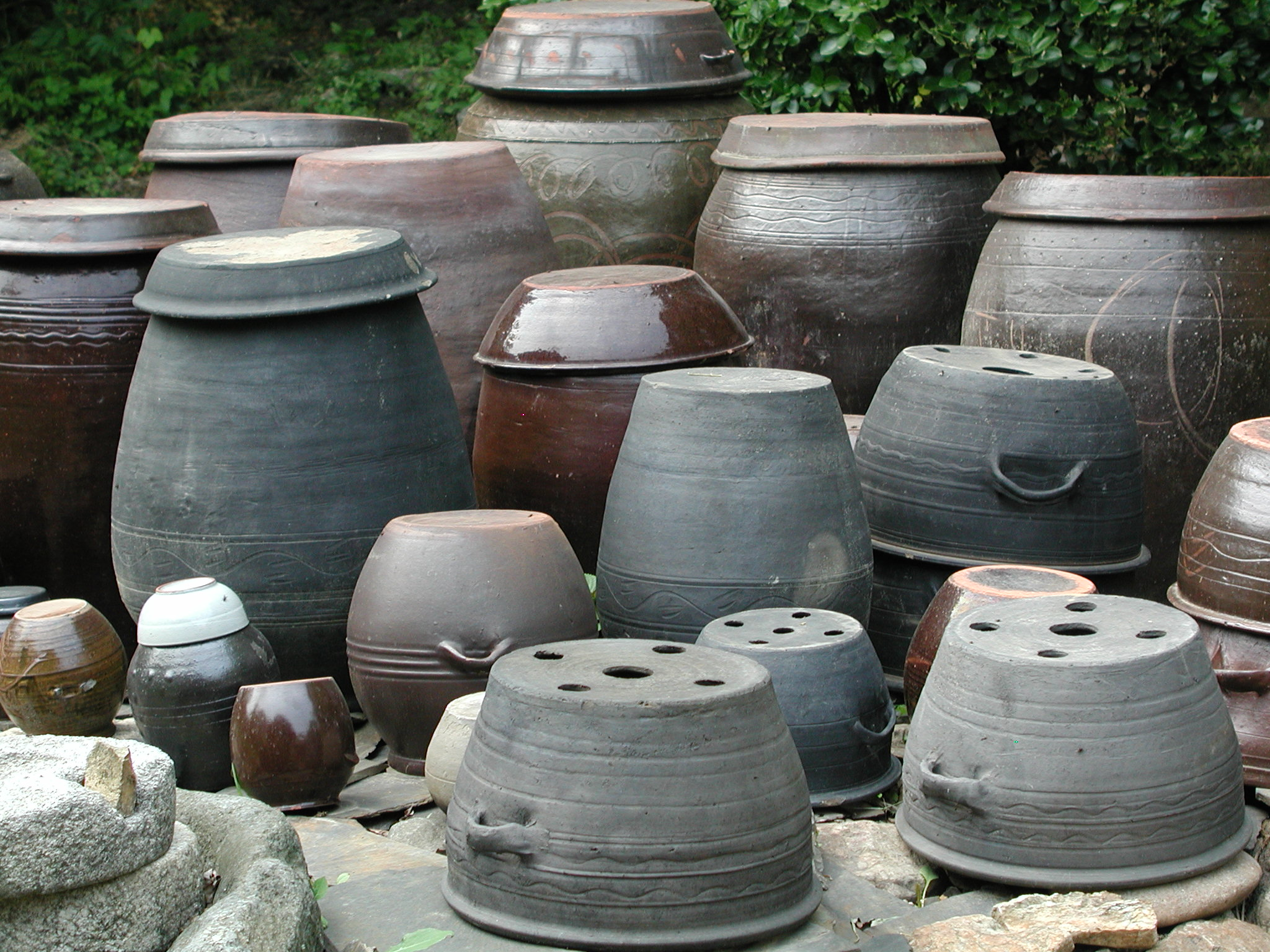
옹기 앞에 떡을 찌는 기구인 시루가 놓여있다.
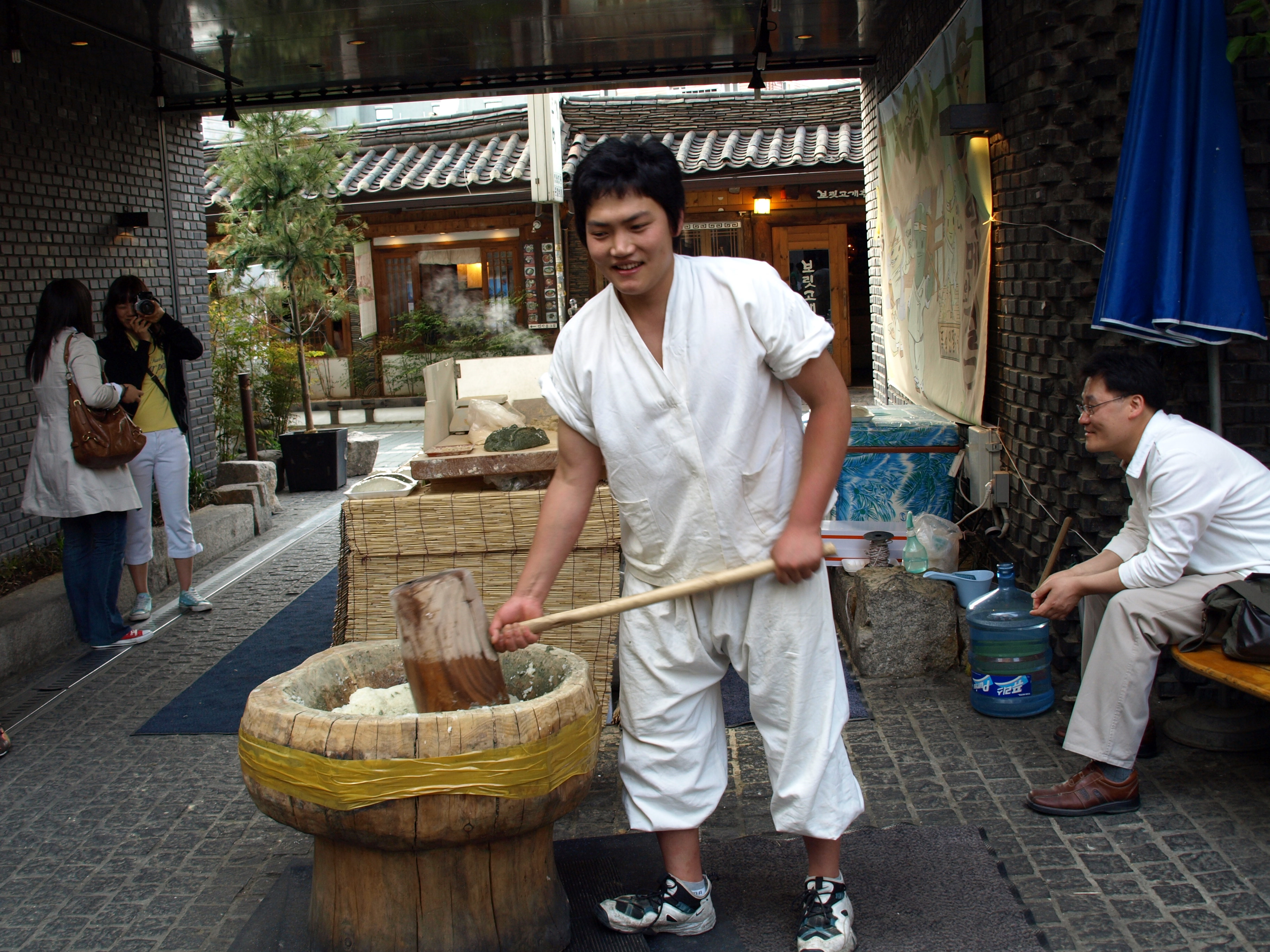
떡 치는 모습 1
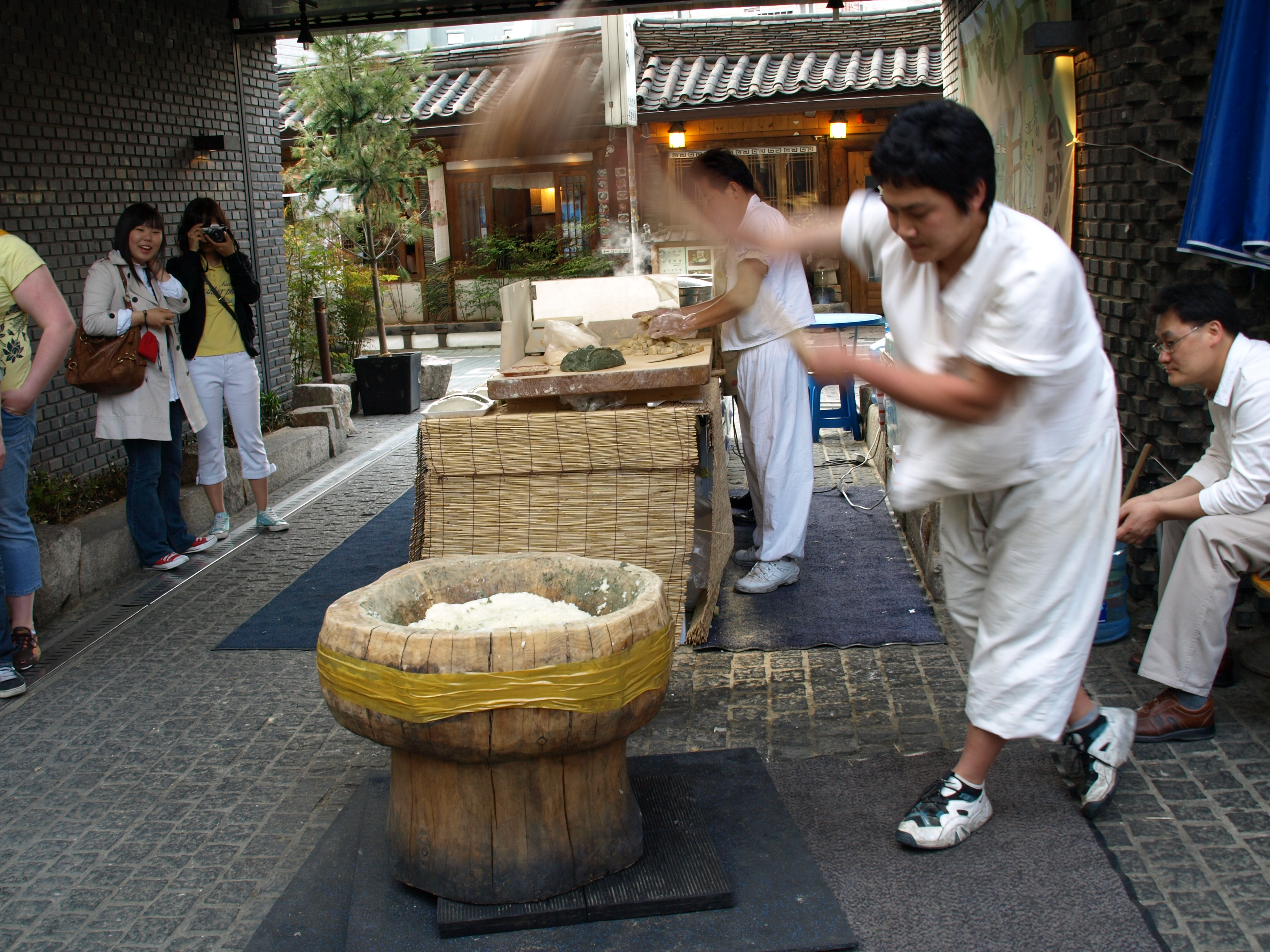
떡 치는 모습 2
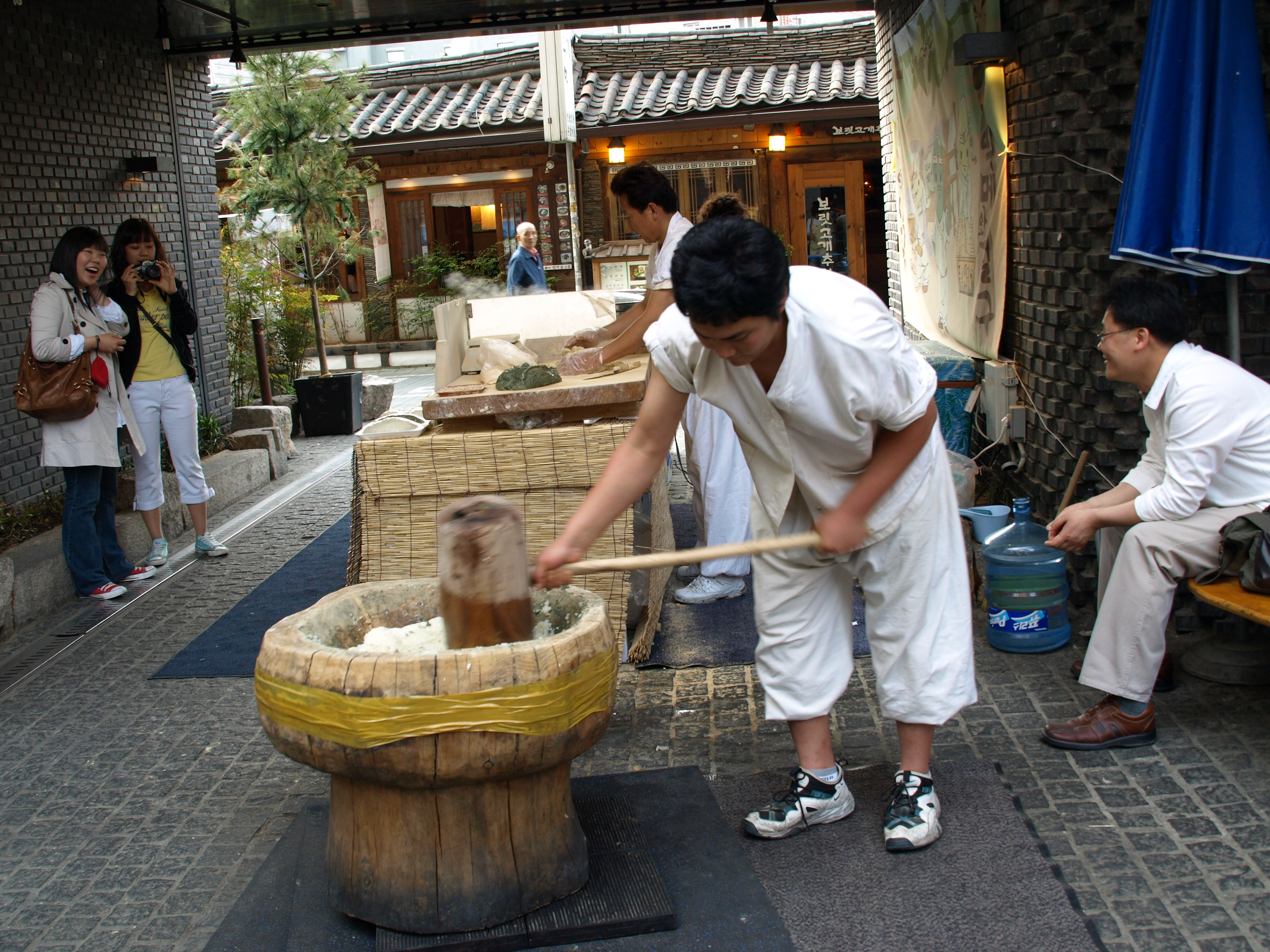
떡 치는 모습 3
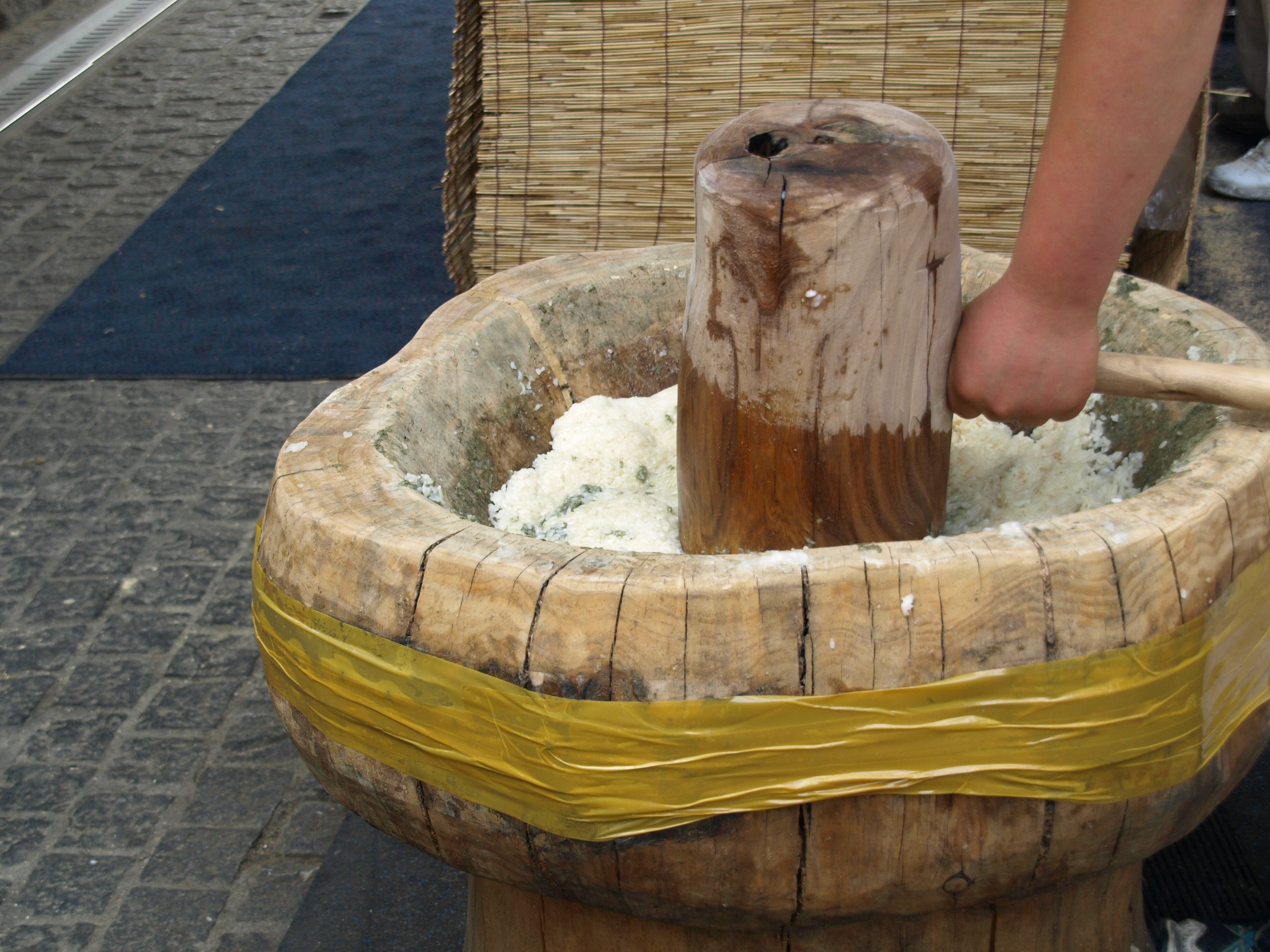
떡 치는 모습 4
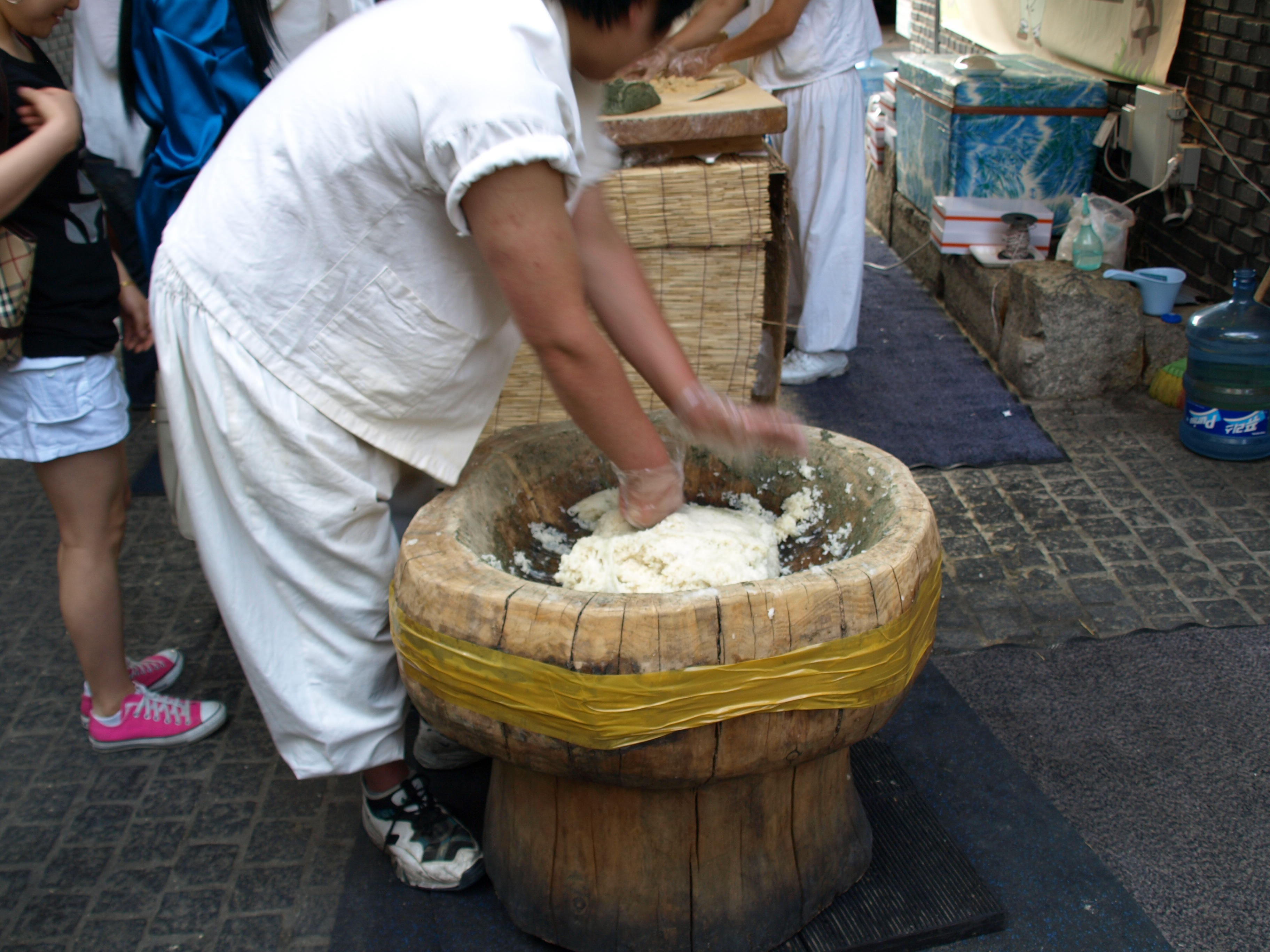
떡 치는 모습 5
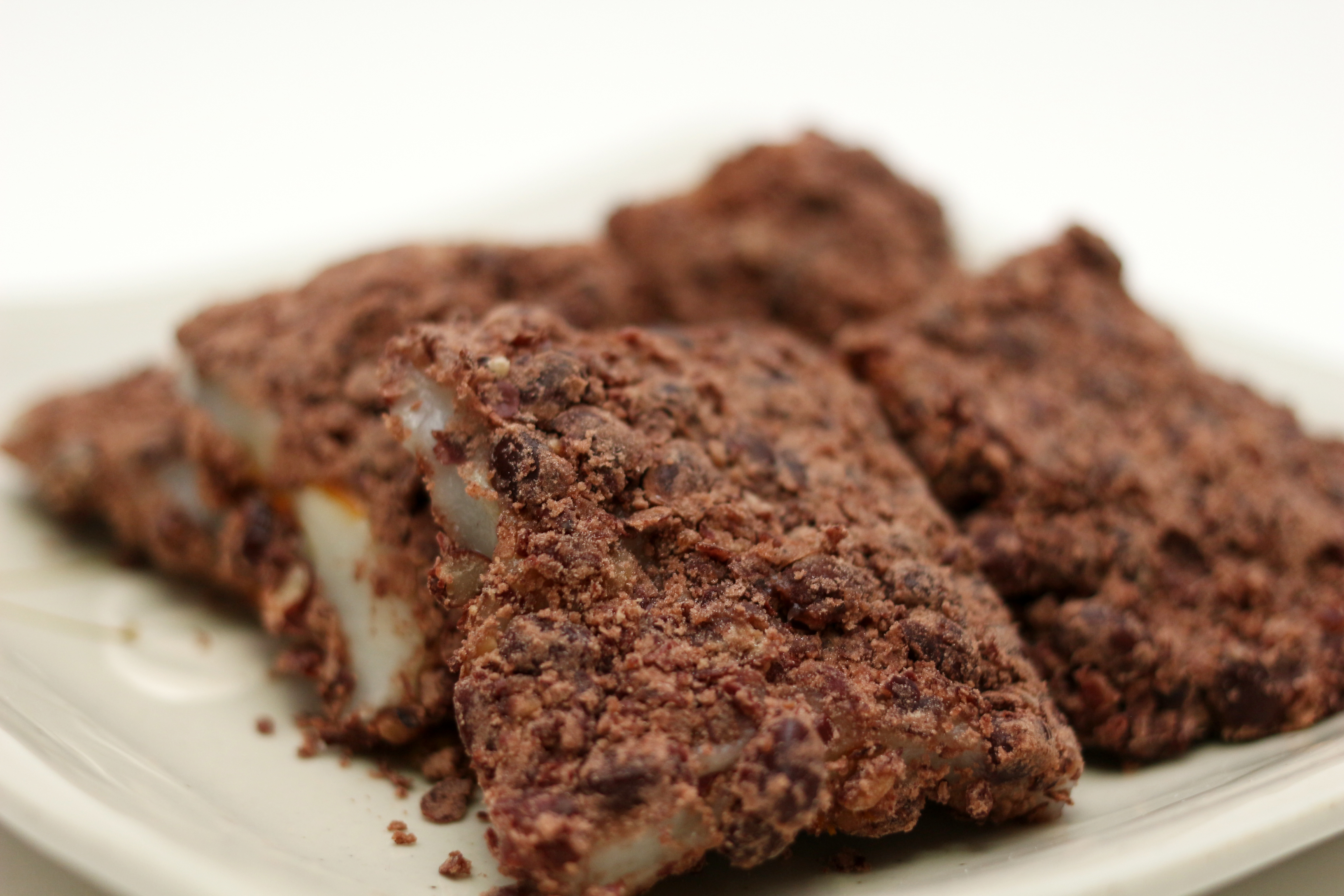
팥이 올라간 시루떡
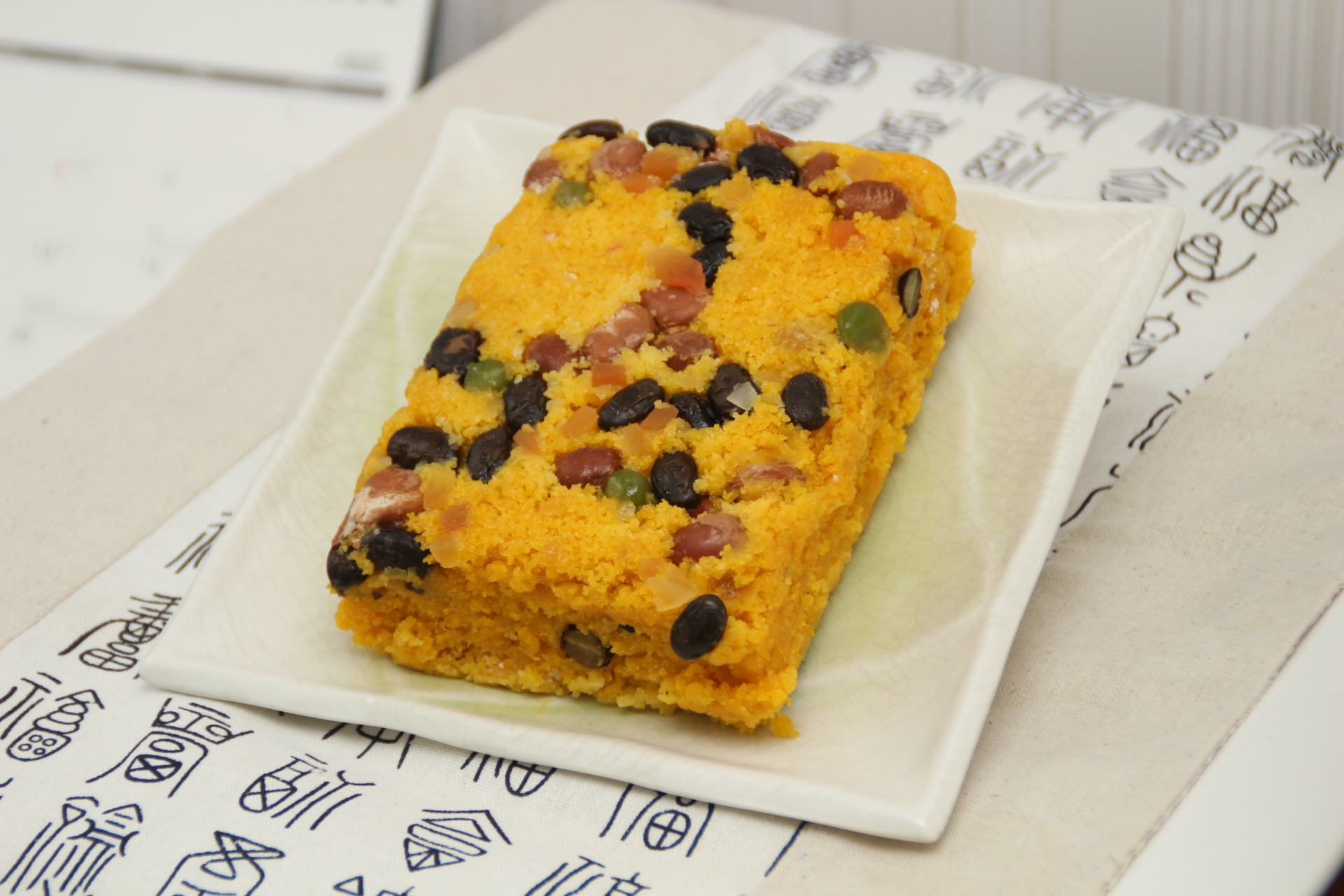
호박 설기
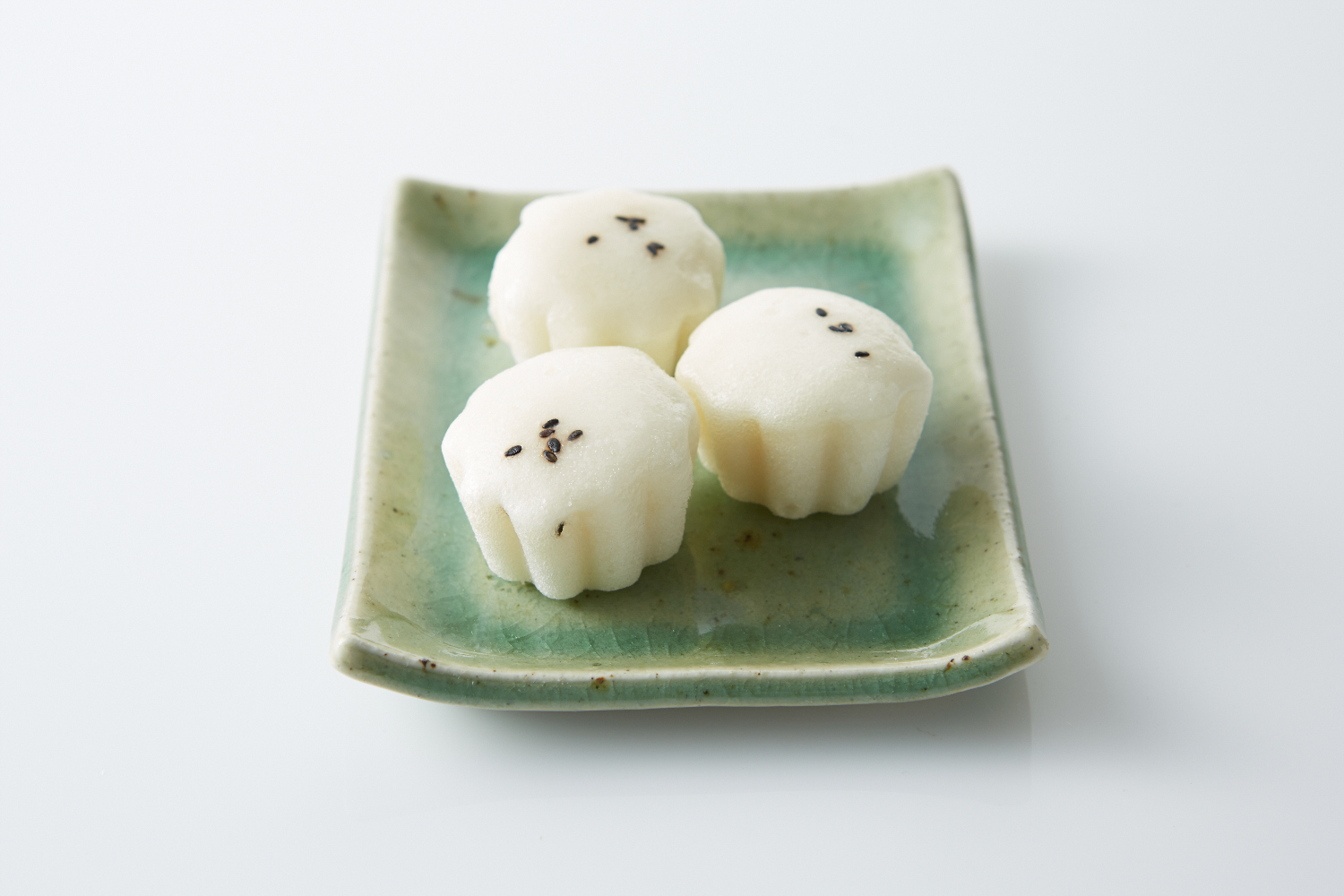
술떡

## 같이 보기
- 한국 요리
- 찹쌀 경단
- 쌀
- 송편
- 찹쌀떡
- 떡검
- 술떡
- 인절미
- 호떡
- 백설기
- 무지개떡
- 시루떡
- 가래떡
- 절편
- 떡국
- 떡볶이
- 찹쌀
- 꿀떡
- 망개떡
- 개피떡